# 작은고블린박쥐
작은고블린박쥐(Mormopterus minutus)는 큰귀박쥐과(자유꼬리박쥐류)에 속하는 박쥐의 일종이다. 쿠바의 토착종이다. 서식지 감소와 숲 파괴 때문에 "취약종"으로 분류하고 있다. 낮 동안에 야자수 Copernicia gigas와 인공 건축물 속에서 무리를 지어 거꾸로 매달린 모습이 발견된다. 먹이는 전적으로 곤충으로 구성되어 있다. 반향 정위를 통해 다양한 패턴의 소리를 내어 곤충을 잡는다.